# バックパサー
バックパサー (Buckpasser) は、1960年代中頃に活躍したアメリカ合衆国の競走馬。20世紀のアメリカ名馬100選・第14位（ブラッド・ホース誌）。1970年にアメリカ競馬名誉の殿堂博物館に殿堂入り。

## 出生、特徴、性格
バックパサーは1963年にクレイボーンファームで生まれた。馬名は父トムフール（大馬鹿者の意）より「責任を逃れる人」と名付けられたが、馬体、性格その他全て欠点が無い完璧な馬であった。ニューヨーク競馬協会のギルマンは「一般的にあらゆる馬には100の欠点がある。だが、バックパサーの欠点は見つけられない」とバックパサーを評価している。また、極めて優しい性格の持ち主で、訪問者には鼻をすりつけて挨拶をしていたというエピソードも残っている。

## 戦績
唯一の欠点はレースに挑む彼の態度といわれたが、その競走成績は素晴らしく、4着以下に敗れたのはデビュー戦1度のみであり、裂蹄のため三冠競走には出走していないものの、3歳時にはトラヴァーズステークス、ウッドワードステークス、ジョッキークラブゴールドカップ等13連勝を達成している。この年のケンタッキーダービー馬カウアイキングとはアーリントンクラシックハンデキャップで対決、これを下すと共に1分32秒6の1マイルの世界レコードを樹立した。この年はアメリカ年度代表馬に選出されている。グロースタークも同世代であったが、グロースタークの故障、引退で結局未対決に終わった。
翌1967年、まず2勝を上げ連勝記録を15にまで伸ばすも、再度裂蹄を発症して4ヶ月の休養に入る。この休養中にフランスのサンクルー大賞への遠征が持ち上がり、プレップレースとして芝のボウリンググリーンハンデキャップに出走するが3着に敗れ連勝記録は途絶えてしまう。その後行われたサバーバンハンデキャップでは133ポンドのトップハンデを背負いながら驚異的な末脚を発揮し勝利を収めた。引退レースとなったウッドワードステークスでは、バックパサーの他にドクターフェイガー（20世紀の米名馬6位）、ダマスカス（同16位）の強豪が揃い、バックパサーはこのメンバーでも2.6倍の1番人気に推された。バックパサーはドクターフェイガーに競り勝ち、4着ハンサムボーイを13馬身も突き放したが、このレースで神掛った強さを発揮したダマスカスに10馬身差負けを喫している。この後膝の関節炎を発症し、引退している。

## 引退後
引退後は480万ドルの史上最高価格でのシンジケートが組まれた。種牡馬としては313頭の産駒を残し、うち35頭がステークスに優勝した。バックパサーは15歳で死亡したが、死後も母の父（ブルードメアサイアー）として優秀馬を長い期間にわたって送り出し続けた。エルグランセニョール、イージーゴア、日本でもマルゼンスキーらが母の父にバックパサーを持っている。

## 競走成績
- 1965年（11戦9勝）
  - アーリントンワシントンフューチュリティ、シャンペンステークス、ホープフルステークス
- 1966年（14戦13勝）
  - トラヴァーズステークス、ウッドワードステークス、ジョッキークラブゴールドカップ、ブルックリンハンデキャップ、ローレンスリアライゼーションステークス、シカゴ三冠（アーリントンクラシック、シカゴアンステークス、アメリカンダービー）
- 1967年（6戦3勝）
  - メトロポリタンハンデキャップ、サバーバンハンデキャップ

## 主な産駒
- バッカルー（アメリカリーディングサイアー、1985年ケンタッキーダービー優勝馬スペンドアバックの父）
- エッグトス （アルゼンチンリーディングサイアー）
- ナンバードアカウント （ガーデニアステークス）
- クイックアズライトニング（1000ギニー）
- シルヴァーバック（1998年ドバイワールドカップ優勝馬シルバーチャームの父）
- ノークリフ（カナダ年度代表馬、1984年中部アメリカ二冠馬アットザスレッショールドの父）
- メイワパッサー（日本における唯一の直仔）

ほか

## バックパサーを母の父に持つ著名馬
- マルゼンスキー
- ヤマニンスキー
- ミスワキ
- エルグランセニョール
- ウッドマン
- シーキングザゴールド
- イージーゴア
- コマーズ

## 血統
母の母の母は名繁殖牝馬ラトロワンヌである。この牝系はアメリカにおいて最高の名門とされており、ファミリーナンバーにおいてラトロワンヌの牝系子孫を1-xとすることもあるほどである。

### 血統表
| バックパサーの血統（トムフール系 / Teddy4×4=12.5%） | バックパサーの血統（トムフール系 / Teddy4×4=12.5%） | バックパサーの血統（トムフール系 / Teddy4×4=12.5%） | （血統表の出典）               | （血統表の出典） |
| 父 Tom Fool 1949 鹿毛                               | 父の父Menow 1935 鹿毛                               | Pharamond                                           | Phalaris                       | Phalaris         |
| 父 Tom Fool 1949 鹿毛                               | 父の父Menow 1935 鹿毛                               | Pharamond                                           | Selene                         |                  |
| 父 Tom Fool 1949 鹿毛                               | 父の父Menow 1935 鹿毛                               | Alcibiades                                          | Supremus                       | Supremus         |
| 父 Tom Fool 1949 鹿毛                               | 父の父Menow 1935 鹿毛                               | Alcibiades                                          | Regal Roman                    |                  |
| 父 Tom Fool 1949 鹿毛                               | 父の母Gaga 1942 鹿毛                                | Bull Dog                                            | Teddy                          | Teddy            |
| 父 Tom Fool 1949 鹿毛                               | 父の母Gaga 1942 鹿毛                                | Bull Dog                                            | Plucky Liege                   |                  |
| 父 Tom Fool 1949 鹿毛                               | 父の母Gaga 1942 鹿毛                                | Alpoise                                             | Equipoise                      | Equipoise        |
| 父 Tom Fool 1949 鹿毛                               | 父の母Gaga 1942 鹿毛                                | Alpoise                                             | Laughing Queen                 |                  |
| 母 Busanda 1947 青毛                                | 母の父War Admiral 1934 黒鹿毛                       | Man o'War                                           | Fair Play                      | Fair Play        |
| 母 Busanda 1947 青毛                                | 母の父War Admiral 1934 黒鹿毛                       | Man o'War                                           | Mahubah                        |                  |
| 母 Busanda 1947 青毛                                | 母の父War Admiral 1934 黒鹿毛                       | Brushup                                             | Sweep                          | Sweep            |
| 母 Busanda 1947 青毛                                | 母の父War Admiral 1934 黒鹿毛                       | Brushup                                             | Annette K.                     |                  |
| 母 Busanda 1947 青毛                                | 母の母Businesslike 1939 黒鹿毛                      | Blue Larkspur                                       | Black Servant                  | Black Servant    |
| 母 Busanda 1947 青毛                                | 母の母Businesslike 1939 黒鹿毛                      | Blue Larkspur                                       | Blossom Time                   |                  |
| 母 Busanda 1947 青毛                                | 母の母Businesslike 1939 黒鹿毛                      | La Troienne                                         | Teddy                          | Teddy            |
| 母 Busanda 1947 青毛                                | 母の母Businesslike 1939 黒鹿毛                      | La Troienne                                         | Helene de Troie F-No.1-s (1-x) |                  |